# Jaskiniowiec (powieść)
Jaskiniowiec (norw. Hulemannen) – powieść kryminalna norweskiego pisarza, wyróżnionego Nagrodą Rivertona, Jørna Liera Horsta, opublikowana w 2013. Pierwsze polskie wydanie ukazało się w 2015 nakładem wydawnictwa Smak Słowa.
Jest dziewiątą powieścią w cyklu ze śledczym Williamem Wistingiem z Larviku. Akcja dotyczy zgonu Viggo Hansena ze Stavern (61 lat), który mieszkał w sąsiedztwie Wistinga, przy tej samej ulicy – Wildenveys gate. Znaleziono go martwego w fotelu, przed telewizorem, gdzie ciało przeleżało cztery miesiące (Hansen był zupełnie samotny, nie posiadał rodziny, ani przyjaciół). Nie stwierdzono, żeby zgon był wynikiem przestępstwa. Śmierć kompletnie zapomnianego człowieka wzbudza zainteresowanie córki Wistinga – Line, która jest dziennikarką z gazety Verdens Gang. Jednocześnie na plantacji drzew iglastych znalezione zostają kolejne zwłoki, tym razem nieznanej osoby. Śledztwo w tej drugiej sprawie zatacza coraz szersze kręgi, gdyż okazuje się, że może mieć związki z amerykańskim seryjnym zabójcą, zbiegłym wiele lat wcześniej do Norwegii.